# NGC 1250
NGC 1250 è una vasta galassia lenticolare situata nella costellazione di Perseo, a una distanza di circa 281 milioni di anni luce dalla nostra Via Lattea.

## Scoperta
La galassia è stata scoperta il 21 ottobre 1886 dall'astronomo statunitense Lewis Swift.